# Peugeot 206
Peugeot 206 var en minibil fra den franske bilfabrikant Peugeot, som kom på markedet i efteråret 1999 som efterfølger for Peugeot 205.
206 var ligesom den senere introducerede, større 307 designet af Murat Günak, som også havde designet bl.a. Mercedes-Benz SLK og i lang tid havde været ansvarlig for Volkswagen Group.
Bilen blev fremstillet på de franske fabrikker i Poissy og Mulhouse. Stationcarversionen SW blev frem til december 2006 også fremstillet i Ryton-on-Dunsmore, Storbritannien.

## Historie
206 kom på markedet i september 1998 som efterfølger for 205, som efter en produktionsperiode på hele 15 år på grund af mangelfuld sikkerhedsudrustning ikke længere var konkurrencedygtig. Grundmodellerne af 206 var de tre- og femdørs hatchbacks. Disse blev i efteråret 2000 suppleret af 206 CC, en coupé-cabriolet med todelt, elektrohydraulisk klaptag, og som af Peugeot blev markedsført som sportsbil.
En i juli 2002 introduceret stationcarudgave SW var baseret på den femdørs hatchback med uændret akselafstand, men på grund af det 19,3 cm større overhæng bagtil med betydeligt større bagagerum. Et særligt kendetegn for denne model var bagruden, som kunne åbnes uafhængigt af bagklappen.
- 206 tredørs bagfra
- Peugeot 206 femdørs (1998–2003)
- Peugeot 206 GT (1999)
- Peugeot 206 SW (2002–2003)

### Facelift
I marts 2003 gennemgik hele modelserien et diskret facelift med forlygter i klart glas, modificerede baglygter, et større logo som blev monteret på bagklappen i stedet for på bagagerumsklaphåndtaget samt (afhængigt af version) kofangere lakeret i bilens farve. De påfaldende luftindtag på fronten var rent motorafhængige, og ikke en bestanddel af faceliftet.
Hertil kom en ny 1,4 16V-motor samt en effektøget 2,0 16V-motor, sidstnævnte dog kun til sportsversionerne RC, S16 (på visse markeder kaldet GTi) og GT, hvor sidstnævnte var begrænset til 5.000 eksemplarer. Topmodellen RC (også kaldet GTi 180) bød til relativt få penge på et attraktivt standardudstyr med bl.a. automatisk klimaanlæg, justerbare Recaro-skalsæder, sammenklappelige sidespejle, 17" alufælge samt tagspoiler. Den af firmaet Mecachrome ombyggede 2,0 16V-motor var udstyret med en teknisk optimeret (og dermed også dyrere) indsugningsmanifold.
I midten af 2006 startede CKD-produktionen i Malaysia under navnet Naza Bestari. Samtidig blev efterfølgeren Peugeot 207 introduceret i Europa. 206 fortsatte dog i produktion sideløbende med den nye 207, men med reduceret motorprogram: 1,1, 1,4, 1,4 HDi og 1,6. På visse markeder i Nærorienten blev der i slutningen af 2006 introduceret en sedanudgave, som fremstilles af Iran Khodro.
- Peugeot 206 tredørs (2003–2009)
- Den faceliftede 206 tredørs bagfra
- Peugeot 206 Quiksilver
- Peugeot 206 S16 (2003–2004)

### Tekniske data

#### Benzinmotorer
|                                                | 1.1                 | 1.1                 | 1.4                             | 1.4                             | 1.4                 | 1.6                   | 1.6                             | 2.0 GTi             | 2.0 GTi              | 2.0 RC               |
| Byggeår                                        | 1998–2001           | 2001–2006           | 1998–2001                       | 2001–2009                       | 2003–2006           | 1998–2000             | 2000–2009                       | 1999–2001           | 2001–2007            | 2003–2006            |
| Motordata                                      |                     |                     |                                 |                                 |                     |                       |                                 |                     |                      |                      |
| Motorserie og -kode                            | TU1 JP (HFZ)        | TU1 JP (HFX)        | TU3 JP (KFX)                    | TU3 JP (KFW)                    | ET3 J4 (KFU)        | TU5 JP (NFZ)          | TU5 JP4 (NFU)                   | EW10 J4 (RFR)       | EW10 J4 (RFN)        | EW10 J4S (RFK)       |
| Motortype                                      | R4-benzinmotor      | R4-benzinmotor      | R4-benzinmotor                  | R4-benzinmotor                  | R4-benzinmotor      | R4-benzinmotor        | R4-benzinmotor                  | R4-benzinmotor      | R4-benzinmotor       | R4-benzinmotor       |
| Antal ventiler pr. cylinder                    | 2                   | 2                   | 2                               | 2                               | 4                   | 2                     | 4                               | 4                   | 4                    | 4                    |
| Ventilstyring                                  | OHC, tandrem        | OHC, tandrem        | OHC, tandrem                    | OHC, tandrem                    | DOHC, tandrem       | OHC, tandrem          | DOHC, tandrem                   | DOHC, tandrem       | DOHC, tandrem        | DOHC, tandrem        |
| Fødesystem                                     | Multipoint          | Multipoint          | Multipoint                      | Multipoint                      | Multipoint          | Multipoint            | Multipoint                      | Multipoint          | Multipoint           | Multipoint           |
| Trykladning                                    | –                   | –                   | –                               | –                               | –                   | –                     | –                               | –                   | –                    | –                    |
| Køling                                         | Vandkøling          | Vandkøling          | Vandkøling                      | Vandkøling                      | Vandkøling          | Vandkøling            | Vandkøling                      | Vandkøling          | Vandkøling           | Vandkøling           |
| Boring × slaglængde                            | 72,0 × 69,0 mm      | 72,0 × 69,0 mm      | 75,0 × 77,0 mm                  | 75,0 × 77,0 mm                  | 75,0 × 77,0 mm      | 78,5 × 82,0 mm        | 78,5 × 82,0 mm                  | 85,0 × 88,0 mm      | 85,0 × 88,0 mm       | 85,0 × 88,0 mm       |
| Slagvolume                                     | 1124 cm³            | 1124 cm³            | 1361 cm³                        | 1361 cm³                        | 1361 cm³            | 1587 cm³              | 1587 cm³                        | 1997 cm³            | 1997 cm³             | 1997 cm³             |
| Kompressionsforhold                            | 10,2:1              | 10,2:1              | 10,2:1                          | 10,2:1                          | 10,2:1              | 10,2:1                | 11,0:1                          | 10,8:1              | 10,8:1               | 11,0:1               |
| Maks. effekt ved omdr./min.                    | 44 kW (60 hk) 5500  | 44 kW (60 hk) 5500  | 55 kW (75 hk) 5500              | 55 kW (75 hk) 5500              | 65 kW (88 hk) 5250  | 65 kW (88 hk) 5600    | 80 kW (109 hk) 5750             | 99 kW (135 hk) 6000 | 100 kW (136 hk) 6000 | 130 kW (177 hk) 7000 |
| Maks. drejningsmoment ved omdr./min.           | 91 Nm 2600          | 94 Nm 2700          | 111 Nm 2600                     | 120 Nm 2800                     | 133 Nm 3250         | 135 Nm 3000           | 147 Nm 4000                     | 190 Nm 4100         | 190 Nm 4100          | 202 Nm 4750          |
| Kraftoverførsel                                |                     |                     |                                 |                                 |                     |                       |                                 |                     |                      |                      |
| Drivende hjul                                  | Forhjul             | Forhjul             | Forhjul                         | Forhjul                         | Forhjul             | Forhjul               | Forhjul                         | Forhjul             | Forhjul              | Forhjul              |
| Gearkasse (standardudstyr)                     | 5-trins manuel      | 5-trins manuel      | 5-trins manuel                  | 5-trins manuel                  | 5-trins manuel      | 5-trins manuel        | 5-trins manuel                  | 5-trins manuel      | 5-trins manuel       | 5-trins manuel       |
| Gearkasse (ekstraudstyr)                       | –                   | –                   | 4-trins automatisk1             | 4-trins automatisk1             | –                   | 4-trins automatisk    | 4-trins automatisk              | –                   | –                    | –                    |
| Præstationer (206)2                            |                     |                     |                                 |                                 |                     |                       |                                 |                     |                      |                      |
| Topfart                                        | 158 km/t            | 158 km/t            | 170 km/t (160 km/t)             | 170 km/t (163 km/t)             | 178 km/t            | 185 km/t (178 km/t)   | 200 km/t (190 km/t)             | 210 km/t            | 210 km/t             | 220 km/t             |
| Acceleration 0-100 km/t                        | 15,2 sek.           | 15,2 sek.           | 13,2 sek. (15,4 sek.)           | 13,2 sek. (17,3 sek.)           | 12,2 sek.           | 11,7 sek. (13,4 sek.) | 9,9 sek. (12,7 sek.)            | 8,4 sek.            | 8,9 sek.             | 7,4 sek.             |
| Brændstofforbrug pr. 100 km ved blandet kørsel | 6,2 liter Blyfri 95 | 6,2 liter Blyfri 95 | 6,6 liter (7,2 liter) Blyfri 95 | 6,3 liter (6,9 liter) Blyfri 95 | 6,1 liter Blyfri 95 | 7,0 liter Blyfri 95   | 6,4 liter (7,1 liter) Blyfri 95 | 7,9 liter Blyfri 95 | 7,7 liter Blyfri 95  | 8,6 liter Blyfri 98  |
| CO2-udslip ved blandet kørsel                  | 150 g/km            | 148 g/km            | 162 g/km (180 g/km)             | 149 g/km (165 g/km)             | 145 g/km            | 171 g/km              | 153 g/km (171 g/km)             | 187 g/km            | 185 g/km             | 204 g/km             |
| Præstationer (206 SW)2                         |                     |                     |                                 |                                 |                     |                       |                                 |                     |                      |                      |
| Topfart                                        | –                   | 161 km/t            | –                               | 173 km/t                        | 179 km/t            | –                     | 194 km/t (190 km/t)             | –                   | 208 km/t             | –                    |
| Acceleration 0-100 km/t                        | –                   | 17,8 sek.           | –                               | 14,7 sek.                       | 12,7 sek.           | –                     | 11,8 sek. (13,0 sek.)           | –                   | 9,9 sek.             | –                    |
| Brændstofforbrug pr. 100 km ved blandet kørsel | –                   | 6,5 liter Blyfri 95 | –                               | 6,4 liter Blyfri 95             | 6,1 liter Blyfri 95 | –                     | 6,7 liter (7,5 liter) Blyfri 95 | –                   | 7,9 liter Blyfri 95  | –                    |
| CO2-udslip ved blandet kørsel                  | –                   | 156 g/km            | –                               | 153 g/km                        | 145 g/km            | –                     | 159 g/km (179 g/km)             | –                   | 189 g/km             | –                    |

Samtlige versioner med benzinmotor produceret fra og med 1. januar 2000 er E10-kompatible.

#### Dieselmotorer
|                                                | 1.4 HDi1           | 1.6 HDi2                  | 1.9 D              | 2.0 HDi            |              |              |
| Byggeår                                        | 2001–2009          | 2004–2007                 | 1998–2001          | 2000–2006          |              |              |
| Motordata                                      |                    |                           |                    |                    |              |              |
| Motorserie og -kode                            | DV4 TD (8HX/Z)     | DV6 TED4 (9HZ)            | DW8 (WJZ/Y)        | DW10 TD (RHY)      |              |              |
| Motortype                                      | R4-dieselmotor     | R4-dieselmotor            | R4-dieselmotor     | R4-dieselmotor     |              |              |
| Antal ventiler pr. cylinder                    | 2                  | 4                         | 2                  | 2                  |              |              |
| Ventilstyring                                  | OHC, tandrem       | DOHC, tandrem             | OHC, tandrem       | OHC, tandrem       | OHC, tandrem | OHC, tandrem |
| Fødesystem                                     | Commonrail         | Commonrail                | Hvirvelkammer      | Commonrail         |              |              |
| Trykladning                                    | Turbolader         | Turbolader, ladeluftkøler | –                  | Turbolader         |              |              |
| Køling                                         | Vandkøling         | Vandkøling                | Vandkøling         | Vandkøling         |              |              |
| Boring × slaglængde                            | 73,7 × 82,0 mm     | 75,0 × 88,3 mm            | 82,2 × 88,0 mm     | 85,0 × 88,0 mm     |              |              |
| Slagvolume                                     | 1398 cm³           | 1560 cm³                  | 1868 cm³           | 1997 cm³           |              |              |
| Kompressionsforhold                            | 17,9:1             | 17,6:1                    | 23,0:1             | 18,0:1             |              |              |
| Maks. effekt ved omdr./min.                    | 50 KW (70 HK) 4000 | 80 kW (109 hk) 4000       | 51 kW (69 hk) 4600 | 66 kW (90 hk) 4000 |              |              |
| Maks. drejningsmoment ved omdr./min.           | 150 Nm 1750        | 240 Nm3 1750              | 125 Nm 1500        | 205 Nm 1900        |              |              |
| Kraftoverførsel                                |                    |                           |                    |                    |              |              |
| Drivende hjul                                  | Forhjul            | Forhjul                   | Forhjul            | Forhjul            |              |              |
| Gearkasse                                      | 5-trins manuel     | 5-trins manuel            | 5-trins manuel     | 5-trins manuel     |              |              |
| Præstationer (206)                             |                    |                           |                    |                    |              |              |
| Topfart                                        | 168 km/t           | 190 km/t                  | 161 km/t           | 180 km/t           |              |              |
| Acceleration 0-100 km/t                        | 13,1 sek.          | 10,8 sek.                 | 16,1 sek.          | 12,0 sek.4         |              |              |
| Brændstofforbrug pr. 100 km ved blandet kørsel | 4,3 liter Diesel   | 4,8 liter Diesel          | 5,7 liter Diesel   | 4,9 liter4 Diesel  |              |              |
| CO2-udslip ved blandet kørsel                  | 113 g/km           | 126 g/km                  | 156 g/km           | 132 g/km           |              |              |
| Præstationer (206 SW)                          |                    |                           |                    |                    |              |              |
| Topfart                                        | 166 km/t           | 190 km/t                  | 161 km/t           | 179 km/t           |              |              |
| Acceleration 0-100 km/t                        | 16,1 sek.          | 11,1 sek.                 | 16,1 sek.          | 12,7 sek.          |              |              |
| Brændstofforbrug pr. 100 km ved blandet kørsel | 4,4 liter Diesel   | 4,8 liter Diesel          | 5,7 liter Diesel   | 5,1 liter Diesel   |              |              |
| CO2-udslip ved blandet kørsel                  | 117 g/km           | 126 g/km                  | 181 g/km           | 132 g/km           |              |              |

## Modelvarianter

### 206 CC
Peugeot 206 CC blev fremstillet mellem september 2000 og februar 2007, og fandtes med to benzin- og én dieselmotor. Bilen afløste den allerede i 1996 udgåede Peugeot 205 Cabriolet, og blev afløst af den i marts 2007 introducerede 207 CC.
Et særligt kendetegn for 206 CC var det elektrohydrauliske klaptag, som gjorde bilen til grundlægger af klassen for billige cabrioleter. Bilen blev som prototype vist på talrige bilmesser i løbet af 1999 og tiltrak overvejende positiv opmærksomhed fra publikum, hvilket også bidrog til at modellen blev den mest solgte cabriolet i Europa.
Den serieproducerede model var næsten identisk med prototypen. Dog måtte seriemodellen undvære få smådetaljer, som f.eks. de punktformede bremselygter på bagklappen. Der forsvandt også andre detaljer fra prototypen, herunder hjertesymbolet på de rosa sæder.
Med denne model vil Peugeot genoplive deres tidligere tradition med klaptagscabrioleter. Dermed havde Peugeot allerede i 1930'erne en lignende bil på programmet (402 Eclipse), hvis idé blev genoplivet i 1996 med introduktionen af Mercedes-Benz SLK-klassen. Den for denne bil ansvarlige, tyrkiske designer Murat Günak medvirkede også ved eksteriørdesignet af 206 (og 206 CC). Tagkonstruktionen var lavet i samarbejde med den franske karrosserifabrikant Heuliez.
Bilen var allerede kort tid før introduktionen udsolgt, hvilket udløste lang leveringstid. Senere blev der introduceret en tilsvarende model på basis af den større 307.
- Peugeot 206 CC (2000–2003)
- Peugeot 206 CC (2003–2007)
- 206 CC med lukket tag

#### Tekniske data
|                                                | 1.6                             | 2.0                  | 1.6 HDi                   |
| Byggeår                                        | 2000–2007                       | 2000–2007            | 2005–2007                 |
| Motordata                                      |                                 |                      |                           |
| Motorserie og -kode                            | TU5 JP4 (NFU)                   | EW10 J4 (RFN)        | DV6 TED4 (9HZ)            |
| Motortype                                      | R4-benzinmotor                  | R4-benzinmotor       | R4-dieselmotor            |
| Antal ventiler pr. cylinder                    | 4                               | 4                    | 4                         |
| Ventilstyring                                  | DOHC, tandrem                   | DOHC, tandrem        | DOHC, tandrem             |
| Fødesystem                                     | Multipoint                      | Multipoint           | Commonrail                |
| Trykladning                                    | –                               | –                    | Turbolader, ladeluftkøler |
| Køling                                         | Vandkøling                      | Vandkøling           | Vandkøling                |
| Boring × slaglængde                            | 78,5 × 82,0 mm                  | 85,0 × 88,0 mm       | 75,0 × 88,3 mm            |
| Slagvolume                                     | 1587 cm³                        | 1997 cm³             | 1560 cm³                  |
| Kompressionsforhold                            | 11,0:1                          | 10,8:1               | 17,6:1                    |
| Maks. effekt ved omdr./min.                    | 80 kW (109 hk) 5750             | 100 kW (136 hk) 6000 | 80 kW (109 hk) 4000       |
| Maks. drejningsmoment ved omdr./min.           | 147 Nm 4000                     | 190 Nm 4100          | 240 Nm1 1750              |
| Kraftoverførsel                                |                                 |                      |                           |
| Drivende hjul                                  | Forhjul                         | Forhjul              | Forhjul                   |
| Gearkasse (standardudstyr)                     | 5-trins manuel                  | 5-trins manuel       | 5-trins manuel            |
| Gearkasse (ekstraudstyr)                       | 4-trins automatisk              | –                    | –                         |
| Præstationer2                                  |                                 |                      |                           |
| Topfart                                        | 185 km/t (178 km/t)             | 204 km/t             | 186 km/t                  |
| Acceleration 0-100 km/t                        | 11,2 sek. (13,4 sek.)           | 8,9 sek.             | 10,5 sek.                 |
| Brændstofforbrug pr. 100 km ved blandet kørsel | 6,9 liter (7,7 liter) Blyfri 95 | 8,0 liter Blyfri 95  | 4,9 liter Diesel          |
| CO2-udslip ved blandet kørsel                  | 166 g/km (183 g/km)             | 191 g/km             |                           |

### 206+
Med introduktionen af 207 CC og SW i foråret hhv. sommeren 2007 blev produktionen af de tilsvarende 206-modeller indstillet, og i marts 2009 blev resten af 206-serien afløst af den billige indstigningsmodel 206+. Frontpartiet og instrumentbrættet kom fra 207, mens bagenden var uændret dog med nye kofangere og baglygter. 206+ fandtes som tre- og femdørs med benzinmotorerne 1,1 44 kW (60 hk) og 1,4 55 kW (75 hk) samt dieselmotoren 1,4 HDi 50 kW (68 hk). Modellen skulle på denne måde lukke det store hul mellem 107 og 207, som opstod da 106 udgik i slutningen af 2003.
På nogle sydamerikanske markeder blev 206+ allerede introduceret i december 2007 under navnet 207 Compact. Tilnavnet "Compact" tjente til at adskille modellen fra den ligeledes tilgængelige 207, der dog − som dyr importbil − kun blev markedsført som CC og RC. Af denne grund fandtes 207 Compact i f.eks. Argentina som femdørs hatchback, sedan og SW.
I Vesteuropa var bilen som standard udstyret med femtrins manuel gearkasse, servostyring, ABS-bremser samt indvendigt ventilerede skivebremser fortil og tromlebremser bagtil, front- og sideairbags, højdejusterbart førersæde og rat, centrallåsesystem med fjernbetjening, el-ruder, omdrejningstæller, tågeforlygter, 40/60 delt bagsæderyglæn og radioforberedelse med to højttalere fortil og tagantenne, som Peugeot ellers havde opgivet nogen tid forinden. 206+ fandtes ikke med gardinairbags, og elektronisk stabilitetsprogram med antispinregulering kunne ikke fås til 60 hk-modellen, men var standard på 1,4 benzin og HDi.
Mellem februar 2012 og december 2012 fandtes 206+ i specialmodellen Generation, hvorefter produktionen blev definitivt indstillet. Peugeot 206 anvendes stadig i dag produceret i Iran.
- Peugeot 206+ (2009–2012)
- Bagfra
- Peugeot 206+ Generation (2012)
- Bagfra

#### Tekniske data
|                                                | 1.1                 | 1.4                 | 1.4 HDi            |
| Byggeår                                        | 2009–2012           | 2009–2012           | 2009–2012          |
| Motordata                                      |                     |                     |                    |
| Motorserie og -kode                            | TU1 JP              | TU3 JP              | DV4 TD             |
| Motortype                                      | R4-benzinmotor      | R4-benzinmotor      | R4-dieselmotor     |
| Antal ventiler pr. cylinder                    | 2                   | 2                   | 2                  |
| Ventilstyring                                  | OHC, tandrem        | OHC, tandrem        | OHC, tandrem       |
| Fødesystem                                     | Multipoint          | Multipoint          | Commonrail         |
| Trykladning                                    | –                   | –                   | Turbolader         |
| Køling                                         | Vandkøling          | Vandkøling          | Vandkøling         |
| Boring × slaglængde                            | 72,0 × 69,0 mm      | 75,0 × 77,0 mm      | 73,7 × 82,0 mm     |
| Slagvolume                                     | 1124 cm³            | 1360 cm³            | 1398 cm³           |
| Kompressionsforhold                            | 10,2:1              | 10,5:1              | 17,9:1             |
| Maks. effekt ved omdr./min.                    | 44 kW (60 hk) 5500  | 55 kW (75 hk) 5500  | 50 kW (68 hk) 4000 |
| Maks. drejningsmoment ved omdr./min.           | 95 Nm 3300          | 120 Nm 3400         | 160 Nm 2000        |
| Kraftoverførsel                                |                     |                     |                    |
| Drivende hjul                                  | Forhjul             | Forhjul             | Forhjul            |
| Gearkasse                                      | 5-trins manuel      | 5-trins manuel      | 5-trins manuel     |
| Præstationer                                   |                     |                     |                    |
| Topfart                                        | 155 km/t            | 170 km/t            | 166 km/t           |
| Acceleration 0-100 km/t                        | 16,1 sek.           | 13,1 sek.           | 13,8 sek.          |
| Brændstofforbrug pr. 100 km ved blandet kørsel | 5,7 liter Blyfri 95 | 6,3 liter Blyfri 95 | 4,2 liter Diesel   |
| CO2-udslip ved blandet kørsel                  | 135 g/km            | 150 g/km            | 110 g/km           |

## Udstyrsvarianter i Danmark
- XL: Laveste udstyrsmodel.
- XR: Mellem udstyrsmodel.
- XS: Sportspræget model med bl.a. sportssæder. Fandtes med 1,6 8V 88 hk eller 2,0 HDi 90 hk motor.
- XT: 5-dørs med bl.a. del-lædersæder og læderrat.
- S16: Sportspræget model med bl.a. sportskofanger. Fandtes kun med 1,6 16V 109 hk motor.
- Griffe: Topudstyrsmodel med bl.a. fuld læderkabine, klima-anlæg og el-klap spejle. Fandtes kun med 1.6 16v 109 hk motor.
- GTI: Sportsmodellen med 15" Alufælge, del-læder sæder. Fandtes kun med 2,0 16V 135/136 hk motor.
- RC: Topmodellen. Med bl.a. racersæder i læder/alcantara, klima-anlæg, el-klap spejle og 17" Alufælge. Fandtes kun med 2,0 16V 177 hk motor.

## Sikkerhed
Det svenske forsikringsselskab Folksam vurderer flere forskellige bilmodeller ud fra oplysninger fra virkelige ulykker, hvorved risikoen for død eller invaliditet i tilfælde af en ulykke måles. I rapporterne er/var 206 klassificeret som følger:
- 2005: Som middelbilen[6]
- 2007: Dårligere end middelbilen[7]
- 2009: Dårligere end middelbilen[8]
- 2011: Dårligere end middelbilen[9]
- 2013: Som middelbilen[10]
- 2015: Som middelbilen[11]

## Rallysport
I 1999 indsatte Peugeot 206 i rallysporten. Rallyversionen var udstyret med firehjulstræk og gav Peugeot en stor succes i rallysporten siden 1980'erne, hvor de deltog med forgængeren Peugeot 205. Indsættelsen af en let minibil med firehjulstræk og kraftig motor i det ellers af større sedaner såsom Subaru Impreza eller Mitsubishi Lancer dominerede WRC-verdensmesterskab udgjorde en lille revolution, hvilket gjorde at finnen Marcus Grönholm vandt kørermesterskabet i sæsonerne 2000 og 2002. Grönholm vandt ligeledes konstruktørmesterskabet tre gange i træk fra 2000 til 2002. Den i 2004 introducerede rallyefterfølger på basis af 307 kunne dog ikke leve op til forgængerens succes, og kunne især kun sjældent måle sig med den PSA-interne konkurrent Citroën Xsara.

## Trivia
Den i efteråret 2006 introducerede, kinesiske Citroën C2 er ikke identisk med den europæiske C2, men er derimod en ommærket og faceliftet Peugeot 206.